# Плућни крвни подлив
Плућни крвни подлив или плућни хематом  је накупина крви унутар алвеоларног и интерстицијалног простора плућа. Обично се повезује са околним интрапаренхимским крварењем, које 24-48 сати након трауме, формира  крвни подлив у виду дискретне масе са изразитим ивицама.
Обично се санира у року од две до четири недеље, изузев ако настане секундарна инфекција која може напредовати у апсцес који захтева хитну дренажу.

## Етиологија

### Повредом изазван крвни подлив
Опште је познато да је непенетрирајућа повреда грудног коша настају:
- директном тупом траумом
- повредом изазваном експлозијом или индиректним дејством силе балистичког пројектила.

Повреде код деце, као и оне које су код одраслих удружене са другим повредама имају укупну стопу морталитета од 22-30%.

### Спонтани крвни подлив
Има података у литератури о спонтаном плућном крвном подливу, који може настати као последица:
- компликација изазваних антикоагулантном терапијом,
- ретких јатрогених компликација, нпр. након катетеризације поткључне вене.[5][6]
- дифузне плућне осификацијом, чији однос између њих је нејасан, с обзиром на могућност појаве нових лезија/поновних појава.[7]

## Клиничка слика
Најчешћи клинички знак је хемоптизија, коју може да прати бол у грудима и симптоми компресије.

## Дијагноза
Код сваког пацијента са већом повредом зида грудног коша треба посумњати на плућни крвни подлив. Дијагноза се може потврдити:
- класичном радиолошком проценом,
- компјутеризованом томографија (ЦТ), која може бити од помоћи у разликовању контузије и крвног подлива. То је осетљивије и тачнија метода за дијагностику плућног крвног подлива.
- магнетном резонанцом (МРИ) која омогућава документовање плућног крвног подлива и искључивање злокобнијих лезија.[2] Поред тога, МРИ је користан за разликовање крвног подлива од других патологија као што су инфламаторна колекција или апсцес.[9]

## Терапија
Терапија се састоји од:
- агресивног управљања коагулацијом,
- лечења антибиотицима широког спектра
- одржавањем плућне хигијене.

Ако горе наведене мере не би успеле да контролишу крварење или секундарну инфекцију, тада би била оправдана хитна операција. Индикације за операцију или дренажу биле би упорна сепса и клиничко погоршање упркос антибиотској терапији. Ако се развије септички ток, почетни третман треба да буде вођен културом спутума и сличан је оном код некомпликованог нетрауматског апсцеса плућа.
Рану торакотомија треба размотрити код пацијената са продуженом температуром и погоршањем стања плућа (ако су присутни знаци сепсе након 72 часовне терапије антибиотицима), и тада треба размотрити ЦТ вођену перкутану дренажу.
У случају упорне хемоптизе потребно је затварање бронхијалне везе. Опције лечења укључују видео-потпомогнуту торакалну хирургију или отворену хирургију.
Како, већина пацијената са политраумом има друге значајне повреде због значајних сила смицања, с обзиром на тежину трауме, понекад је тешко одлучити се за операцију.

## Прогноза
Већина малих трауматских плућних крвних подлива се спонтано повлачи слично плућној псеудоцисти. Понекад се код трауматских плућних псеудоциста примећују секундарне инфекције које често доводе до озбиљних компликација које могу бити смртоносне.